# Cal Tjader

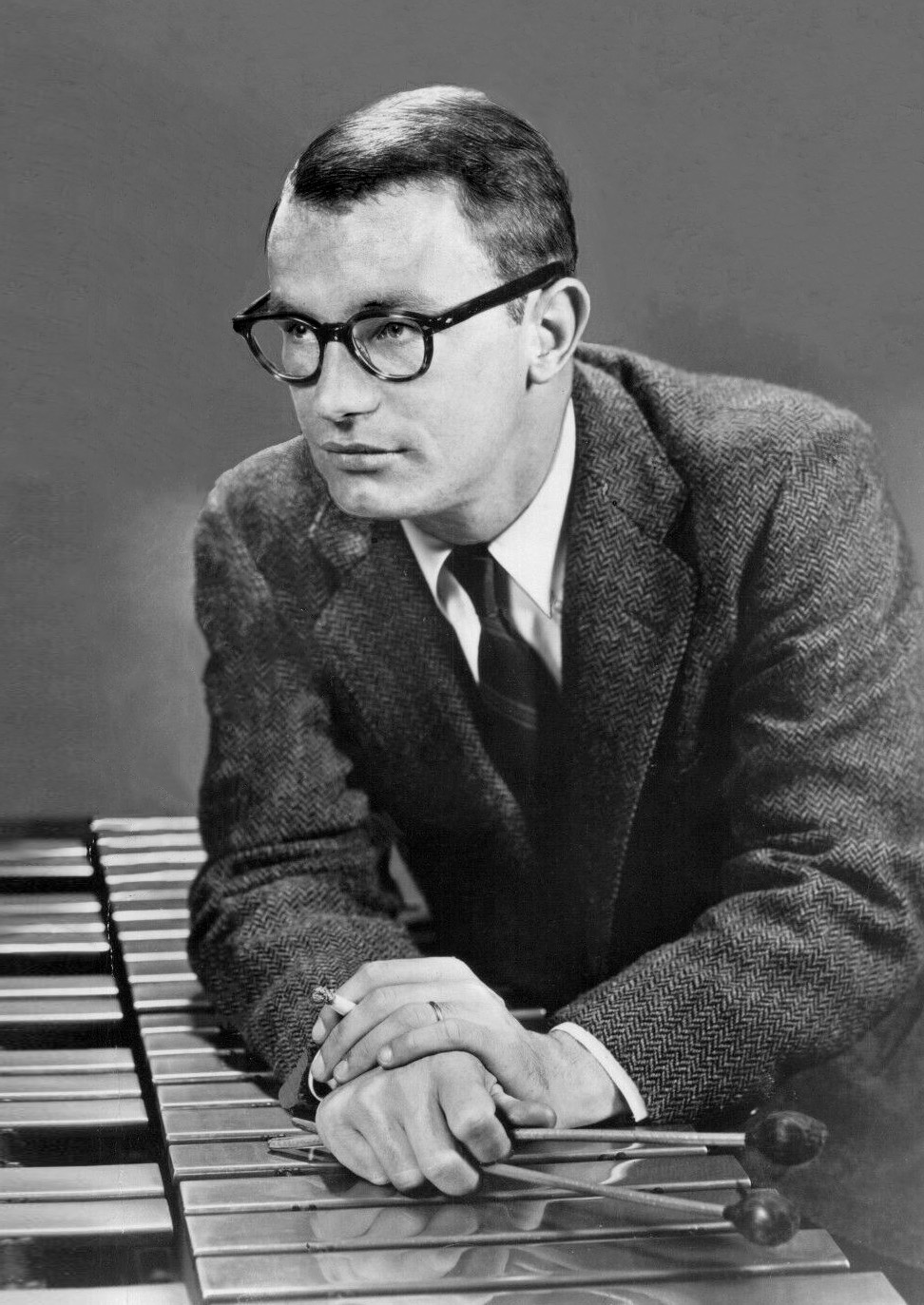
Callen Radcliffe Tjader (1958)

Callen Radcliffe Tjader (* 16. Juli 1925 in St. Louis, Missouri, USA; † 5. Mai 1982 in Manila, Philippinen) war ein US-amerikanischer Latin-Jazz-Musiker und Grammy-Preisträger, der vor allem als Vibraphonist bekannt wurde.

## Werdegang
Tjaders Eltern stammten aus Schweden. Cal wuchs in einem Umfeld von Musik und Theater auf, sein Vater war Musikdirektor und Spielleiter eines Varietés. Er trat als Kind als Tänzer auf der Bühne seiner Eltern und in einigen Paramount-Filmen auf, entschied sich jedoch Musiker zu werden, begann Schlagzeug zu spielen und trat Ende der 1940er Jahre mit kleinen Gruppen in Kalifornien auf.
1949 engagierte ihn Dave Brubeck für sein Trio und nahm zehn Alben mit ihm auf. Danach arbeitete er zunächst eine Weile mit dem Gitarristen Alvino Rey zusammen, bevor er 1953 zur Band von George Shearing stieß, in dessen Combo er erstmals auch Vibraphon spielte. Ein Jahr später bot ihm Dave Brubecks Plattenlabel Fantasy einen Plattenvertrag an. Das Resultat waren über 30 Alben, entstanden über einen Zeitraum von 10 Jahren.

## Wirken
Das Cal-Tjader-Quintett der 1950er Jahre gehörte zu den Wegbereitern des West-Coast-Jazz. Musiker wie z. B. Vince Guaraldi wurden von Tjaders Stil beeinflusst. Besonders erfolgreich wurde Tjader mit Latin-Jazz, er gilt als einer der wichtigsten Musiker der Mambo-Welle, die in den 1950er Jahren die Vereinigten Staaten überspülte.
1963 nahm das Plattenlabel Verve Records Tjader unter Vertrag. Zusammen mit dem deutschen Arrangeur Claus Ogerman konnte er mit der Platte Soul Sauce eines der erfolgreichsten Jazz-Alben der 1960er Jahre vorlegen. Eine Single-Auskoppelung daraus, das von Chano Pozo und Dizzy Gillespie geschriebene Soul Sauce (Guachi Guaro), hielt sich einige Wochen in den US-Pop- und Easy-Listening-Charts.
1968 gründete er gemeinsam mit Norman Schwartz, Gábor Szabó und Gary McFarland das Plattenlabel Skye Records. Bis zum Bankrott der Firma im Jahre 1970 erschienen dort eine Reihe von Platten der genannten Musiker, darunter auch Sounds Out Burt Bacharach von Tjader, ein Tributalbum an den Komponisten Burt Bacharach.
Bis heute wird Tjader vor allem von lateinamerikanischen Musikern sehr geachtet. Latin-Musiker wie Armando Peraza, Mongo Santamaría, Willie Bobo, Cándido Camero, Eddie Palmieri und auch Tito Puente arbeiteten mit Tjader zusammen, ebenso Künstler wie Stan Getz und Carmen McRae. Es ist jedoch ein Kuriosum, dass Tjader einer der wenigen Musiker der Latin-Jazz Szene war, die nicht lateinamerikanischer Herkunft waren. Er leitete sogar zeitweise Bands, in denen kein einziger Latino spielte. Bis heute entstanden auch viele Tribute-Alben, unter anderem von Dave Samuels, Poncho Sanchez und besonders Gary Burton. Tjader wird zu den Mitbegründern des Latin-Jazz gezählt. Sein Klang ist bis heute musikalisch einflussreich geblieben und festigte die Stellung des Vibraphons als Solo-Instrument im Jazz.
Anfang Mai 1982 befand sich Tjader für eine Reihe von Konzerten in Manila, als er einen Herzinfarkt erlitt und kurze Zeit später starb. Laut der New York Times hatte er bereits zuvor einige Herzinfarkte erlitten.
Ende der 1980er Jahre wurde Tjader von den DJs des Acid-Jazz wiederentdeckt. Resampelt und geloopt erlebte seine Musik eine Renaissance und wird seitdem auch von jungen Musikern wieder geschätzt.

## Diskografie (Auswahl)
- The Cal Tjader Trio, Fantasy Records 3-9
- Mambo with Tjader, Fantasy 3202
- Tjader Plays Jazz, Fantasy 3211
- Ritmo Caliente, Fantasy 3216
- Tjader Plays Mambo, Fantasy 3221
- Cal Tjader Quintet, Fantasy 3232
- Jazz at the Black Hawk, Fantasy 3241
- Cal Tjader's Latin Kick, Fantasy 3250
- Cal Tjader, Fantasy 3253
- Mas Ritmo Caliente, Fantasy 3262
- Live and Direct, Fantasy 3315
- Cal Tjader Plays, Mary Stallings Sings, Fantasy 3325
- Last Night When We Were Young, Fantasy 3482
- Breathe Easy, Fantasy 5107
- Huracán, CrystalClearRecords CCS8003
- Latin for Dancers, Fantasy 8079
- Several Shades of Jade, Verve V6-8507
- Sona Libre, Verve V6-8531
- Breeze from the East, Verve V6-8575
- Warm Wave, Verve V6-8585
- Soul Sauce, Verve V6-8614 (1964)
- Soul Bird-Whiffenpoof, Verve V6-8626
- Soul Burst, Verve V6-8637
- Along Comes Cal, Verve V6-8671
- The Best of, Verve V6-8725
- Hip Vibrations, Verve V6-8730
- Doxy, Verve V6S-8820
- Return Engagement, Verve V6-8843
- La Onda Va Bien, Concord Records Jazz 113
- The Shining Sea, Concord Jazz 159
- A Fuego Vivo, Concord Jazz 176
- The Cal Tjader-Stan Getz Sextet, Fantasy 3266
- Cal Tjader plays Harold Arlen, Fantasy 3330/OJC 285